# بخش جاگاتسینگپور
بخش جاگاتسینگپور (به انگلیسی: Jagatsinghpur district) یک بخش در هند است که در اودیسا واقع شده‌است. بخش جاگاتسینگپور ۱٬۷۵۹ کیلومتر مربع مساحت و ۱٬۰۵۸٬۸۹۴ نفر جمعیت دارد و ۵۵۹٫۳۱ متر بالاتر از سطح دریا واقع شده‌است.